# Paulo de Tarso Ramos Ribeiro
Paulo de Tarso Ramos Ribeiro (Belém, 1959) é um advogado e político brasileiro. Foi ministro da Justiça ao final do governo Fernando Henrique Cardoso, de 10 de julho de 2002 a 1 de janeiro de 2003.
É filho do ex-ministro da Reforma e Desenvolvimento Agrário, Nélson de Figueiredo Ribeiro.

## Carreira
Paulo de Tarso Ramos Ribeiro formou-se bacharel em direito pela Universidade Federal do Pará em 1982. Concluiu mestrado em 1990 e doutorado em 1995 sob a orientação de Tércio Sampaio Ferraz Júnior, pela Universidade de São Paulo.
Foi assessor do procurador geral da prefeitura de Belém (1981 a 1982), advogado-gerente do Grupo Moinho Santista (1981 a 1992), assessor jurídico da Secretaria de Estado de Planejamento e Coordenação Geral do Pará (1985 a 1996) e secretário de Estado da Fazenda do Estado do Pará (1997 a 1999).
Em 1999, foi convidado pelo então ministro da Justiça José Carlos Dias a assumir o cargo de secretário de direito econômico do Ministério da Justiça. Ali, ficou conhecido como defensor da livre concorrência no mercado.
Em 2002, foi nomeado ministro da Justiça pelo presidente Fernando Henrique Cardoso, permanecendo no cargo até o final do respectivo mandato presidencial.